# Flauta Anasazi

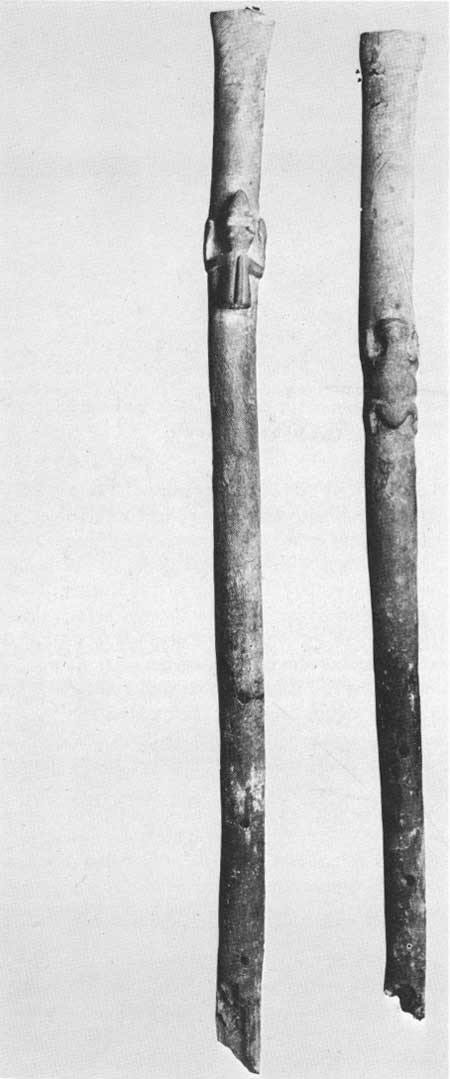
Flautas talladas con renacuajos encontradas en Pueblo Bonito en el parque histórico nacional de la Cultura Chaco.

La flauta Anasazi es el nombre de una flauta prehistórica replicada hoy a partir de hallazgos en una enorme cueva en Prayer Rock Valley en Arizona , Estados Unidos, por una expedición arqueológica dirigida por Earl H. Morris en 1931.  El equipo excavó 15 cuevas y la más grande de ellas tenía 16 viviendas y muchos artefactos, incluidas varias flautas de madera , lo que dio al sitio su nombre, Cueva de la Flauta Rota. 
Las flautas encontradas en la cueva fueron fechadas entre el 620 y el 670 d. C. Todos estaban hechos de Box Elder , tienen seis orificios para los dedos y están soplados por los extremos.  Se trata de una flauta oblicua, sin pico ni escotadura, similar en su ejecución a las flautas oblicuas del medio oriente y cuya ejecución requiere de mayor pericia. Es similar en muchos aspectos a una flauta Hopi , que tiene sólo cinco agujeros para los dedos.
En 2007 se publicó un análisis detallado utilizando técnicas de datación por radiocarbono. El análisis incluyó un elemento de un foso en la cueva de la Flauta Rota. La datación sitúa el artefacto entre el 599 y el 769 d. C. 
La flauta Anasazi ha sido reproducida y restaurada en los últimos años en el catálogo de flautas del mundo. Generalmente estas reproducciones modernas han incluido una escotadura similar al de la quena andina o el shakuhachi japonés, para así facilitar la ejecución. Si bien es difícil de tocar en muchos aspectos, tiene una voz rica y cálida que potencialmente puede abarcar más de tres octavas.